# Mercedes-Benz M 176/M 177/M 178

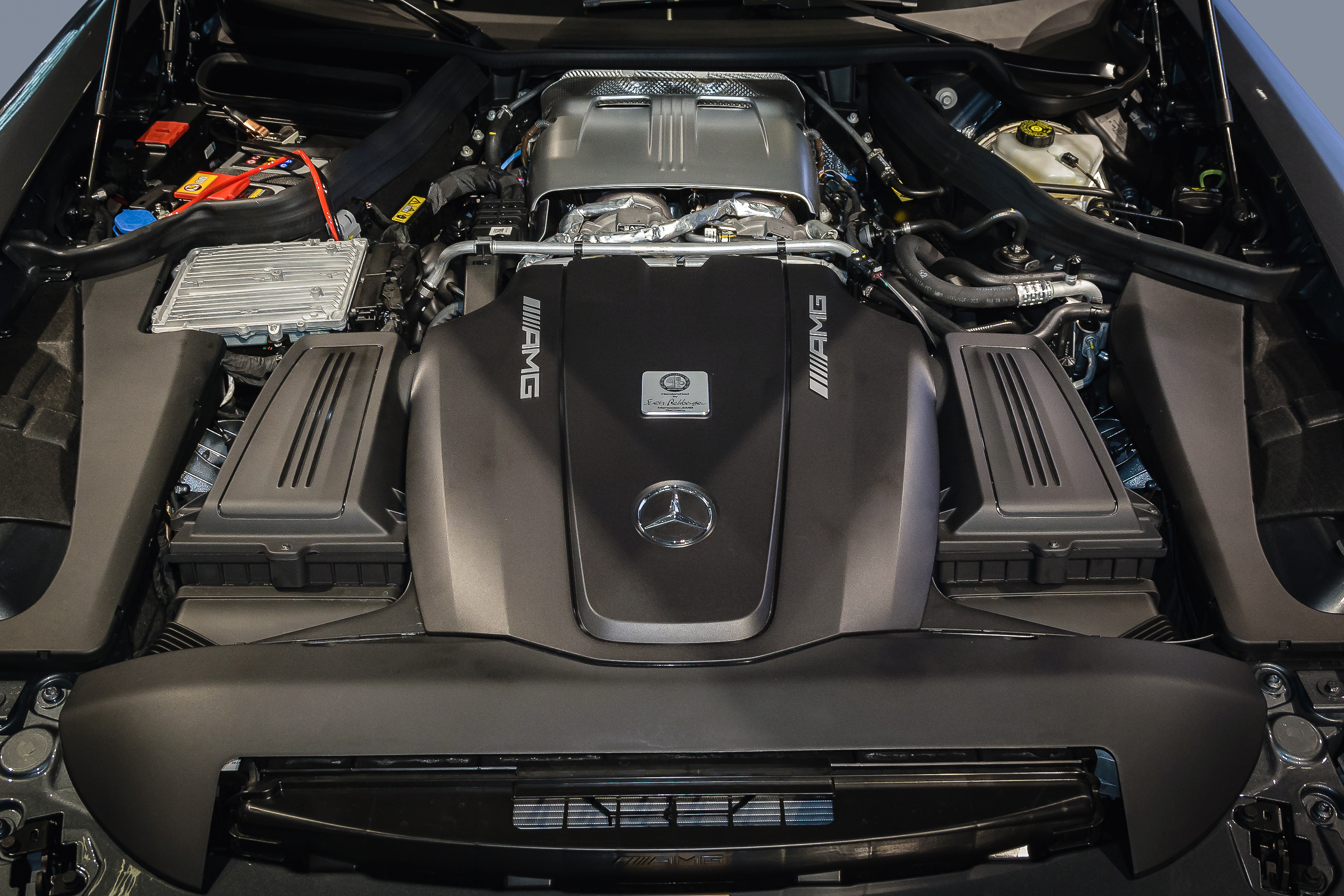
M 178

| Mercedes-Benz/AMG    | Mercedes-Benz/AMG                 |
| -------------------- | --------------------------------- |
| M 177                |                                   |
| M 176, M 177, M 178  |                                   |
| Hersteller:          | Mercedes-AMG                      |
| Produktionszeitraum: | seit 2015                         |
| Funktionsprinzip:    | Otto                              |
| Bauform:             | V, Achtzylinder                   |
| Motoren:             | 4,0 Liter (3982 cm³)              |
| Vorgängermodell:     | M 156, M 159, M 152, M 157, M 278 |
| Nachfolgemodell:     | keines                            |
| Ähnliche Modelle:    | M 133 M 157                       |

M 176, M 177 und M 178 sind Baumuster einer Motorbaureihe der Mercedes-Benz-Tochtergesellschaft Mercedes-AMG, die Anfang Februar 2015 im Mercedes-AMG C 63 (M 177) und Anfang März 2015 im Mercedes-AMG GT (M 178) eingeführt wurden. Die im Mercedes-Benz G 500 verbaute Variante (M 176) hatte im Juni 2015 Markteinführung. Es handelt sich um aufgeladene Ottomotoren mit acht Zylindern in V-Anordnung und 90° Zylinderbankwinkel.
Die Varianten M 177 und M 178 werden nach dem Prinzip „Ein Mann, ein Motor“ in der Motorenmanufaktur bei Mercedes-AMG in Affalterbach montiert, der M 176 im Motorenwerk in Stuttgart-Untertürkheim.

## Technik

### Grundmotor
Die V8-Motoren sind von den Vierzylinder-Reihenmotoren der Baureihe M 133 abgeleitet. Zwei Zylinderblöcke sind mit dem Kurbelgehäuse zusammengefasst. Die Zylinderabmessungen wurden beibehalten, der Hubraum beträgt daher 3982 cm³ (2 × 1991 cm³) mit einer Bohrung von 83 mm und einem Hub von 92 mm, bei einem Zylinderabstand von 90 mm. Das Verdichtungsverhältnis beträgt 10,5. Zur Gewichts- und Reibungsreduzierung werden Aluminium-Schmiedekolben verwendet, und statt herkömmlicher Zylinderlaufbuchsen haben die Zylinderlaufbahnen des Aluminium-Kurbelgehäuses eine extrem harte und verschleißfeste, nur ca. 0,1 bis 0,15 mm dicke Beschichtung aus Eisen und Kohlenstoff (Nanoslide®-Technik). Diese wird durch Lichtbogenspritzen aufgebracht und dann annähernd spiegelglatt gehont. Nach Angabe des Herstellers können Reibung und Verschleiß dadurch halbiert werden. M 176 und M 177 sind mit üblichen Motorölwannen ausgerüstet, während beim M 178 zur Ölversorgung die Trockensumpfschmierung eingesetzt wird.
Die vier obenliegenden, verstellbaren Nockenwellen werden von einer Steuerkette angetriebenen und betätigen über Rollenschlepphebel jeweils 4 Ventile pro Zylinder. Auch die Kühlmittelpumpe wird über die Steuerkette angetrieben. Mit einer Förderleistung von bis zu 420 l/min sorgt sie zusammen mit dem dreistufig schaltenden Thermostat für die Wärmeregulierung.
Der M 176 sowie die im E 63 eingesetzten Varianten des M 177 verfügen seit 2017 über eine Zylinderabschaltung im Teillastbereich (900/min–3250/min (M 176) bzw. 1000/min–3250/min (M 177)). Dabei werden die Zylinder 2, 3, 5 und 8 stillgelegt, indem die Einlass- und Auslassventile über einen Null-Hub-Nocken nicht mehr geöffnet werden. Gleichzeitig werden Kraftstoffzufuhr und Zündung dieser Zylinder deaktiviert. Die Zylinderabschaltung ist nur in den Fahrprogrammen Economy und Comfort aktiv. Für den Mercedes-AMG GT Black Series wurde der M 178 unter anderem mit einer flat-plane-Kurbelwelle und einer entsprechend geänderten Zündfolge modifiziert.
Mit dem Produktionsende des Mercedes-AMG GT (C 190) endete auch die Serienproduktion des M 178. Für die Kundenmotorsport-Modelle Mercedes-AMG GT2 und Mercedes-AMG GT4 werden jedoch weiterhin entsprechend angepasste Exemplare des M 178 in geringen Stückzahlen produziert.

### Aufladung und Abgas
Die beiden Abgasturbolader erzeugen maximal 1,2 bar Ladedruck und sind für ein gutes Ansprechen dicht an den Auslässen zwischen den Zylinderköpfen montiert. Außerdem wird hierdurch die Wärmeabfuhr aus dem Motorraum verbessert und das Aggregat baut schmaler. Der Ladungswechsel erfolgt damit erstmals bei einem Mercedes-Benz-Motor von außen in das Innere des „V“.
Zwei in einen separaten Kühlmittelkreislauf eingebundene Ladeluftkühler senken die Temperatur der verdichteten Ladeluft auf Werte, die maximal 25 °C über denen der Umgebungsluft liegen.
Alle Varianten erfüllen die Abgasnorm EU6. Der M 176 verfügt seit 2017 serienmäßig über einen Ottopartikelfilter in der Abgasanlage am Unterboden des Fahrzeugs.

### Einspritzung
Der Kraftstoff wird mit bis zu 200 bar Druck über Piezo-Injektoren strahlgeführt direkt vor die Zündkerzen in die Brennräume eingespritzt.

## Varianten

### M 176 DE 40 AL*
| Verkaufsbezeichnung | Baureihe | Bauzeitraum |
| --- | -------- | ----------- |
| Hubraum: 3982 cm³, Leistung: 310 kW (422 PS) bei 5250/min–5500/min, Drehmoment: 610 Nm bei 2250/min–4750/min                          |          |             |
| Mercedes-Benz G 500 | W 463    | seit 2015   |
| Mercedes-Benz G 500 4x4² | W 463    | 2015–2017   |
| Hubraum: 3982 cm³, Leistung: 345 kW (469 PS) bei 5250/min–5500/min, Drehmoment: 700 Nm bei 2000/min–4000/min                          |          |             |
| Mercedes-Benz S 560 Coupé | C 217    | 2017–2020   |
| Mercedes-Benz S 560 4MATIC Coupé | C 217    | 2017–2020   |
| Mercedes-Benz S 560 Cabriolet | A 217    | 2017–2020   |
| Mercedes-Benz S 560 | W/V 222  | 2017–2020   |
| Mercedes-Benz S 560 4MATIC | W/V 222  | 2017–2020   |
| Mercedes-Maybach S 560 | X 222    | 2017–2020   |
| Mercedes-Maybach S 560 4MATIC | X 222    | 2017–2020   |
| Hubraum: 3982 cm³, Leistung: 360 kW + 16 kW (489 PS + 22 PS) bei 5500/min, Drehmoment: 700 Nm + 250 Nm bei 2000/min–4000/min          |          |             |
| Mercedes-Benz GLE 580 4MATIC | V 167    | seit 2019   |
| Mercedes-Benz GLS 580 4MATIC | X 167    | seit 2019   |
| Hubraum: 3982 cm³, Leistung: 370 kW + 15 kW (503 PS + 20 PS) bei 5500/min, Drehmoment: 700 Nm + 250 Nm bei 2000/min–4000/min          |          |             |
| Mercedes-Benz S 580 4MATIC | W/V 223  | seit 2021   |
| Mercedes-Maybach S 580 4MATIC | Z 223    | seit 2021   |
| Hubraum: 3982 cm³, Leistung: 410 kW + 16 kW (557 PS + 22 PS) bei 6000/min-6500/min, Drehmoment: 730 Nm + 250 Nm bei 1750/min–4500/min |          |             |
| Mercedes-Maybach GLS 600 4MATIC | X 167    | seit 2020   |

### M 177 DE 40 AL*
| Verkaufsbezeichnung | Baureihe                      | Bauzeitraum |
| --- | ----------------------------- | ----------- |
| Hubraum: 3982 cm³, Leistung: 350 kW (476 PS) bei 5500/min–6250/min, Drehmoment: 650 Nm bei 1750/min–4500/min                          |                               |             |
| Mercedes-AMG C 63 | W/S/C/A 205                   | seit 2015   |
| Mercedes-AMG GLC 63 4MATIC+ | X 253                         | seit 2017   |
| Hubraum: 3982 cm³, Leistung: 375 kW (510 PS) bei 5500/min–6250/min, Drehmoment: 700 Nm bei 1750/min–4500/min                          |                               |             |
| Mercedes-AMG C 63 S | W/S/C/A 205                   | seit 2015   |
| Mercedes-AMG GLC 63 S 4MATIC+ | X 253                         | seit 2017   |
| Hubraum: 3982 cm³, Leistung: 375 kW (510 PS) bei 6000/min, Drehmoment: 625 Nm bei 2000/min–5000/min                                   |                               |             |
| Aston Martin Vantage AMR | Aston Martin Vantage AMR      | seit 2019   |
| Hubraum: 3982 cm³, Leistung: 375 kW (510 PS) bei 6000/min, Drehmoment: 685 Nm bei 2000/min–5000/min                                   |                               |             |
| Aston Martin Vantage V8 Coupé |                               | seit 2017   |
| Aston Martin Vantage V8 Roadster |                               | seit 2020   |
| Hubraum: 3982 cm³, Leistung: 375 kW (510 PS) bei 6000/min, Drehmoment: 675 Nm bei 2000/min–5000/min                                   |                               |             |
| Aston Martin DB11 Coupé V8 | Aston Martin DB11 Coupé V8    | seit 2017   |
| Aston Martin DB11 Roadster V8 | Aston Martin DB11 Roadster V8 | seit 2018   |
| Hubraum: 3982 cm³, Leistung: 405 kW (550 PS) bei 6500/min, Drehmoment: 700 Nm bei 2200/min–5000/min                                   |                               |             |
| Aston Martin DBX | Aston Martin DBX              | seit 2020   |
| Hubraum: 3982 cm³, Leistung: 420 kW (571 PS) bei 5750/min–6500/min, Drehmoment: 750 Nm bei 2250/min–5000/min                          |                               |             |
| Mercedes-AMG E 63 4MATIC+ | W 213                         | seit 2017   |
| Hubraum: 3982 cm³, Leistung: 420 kW + 16 kW (571 PS + 22 PS) bei 5500/min, Drehmoment: 750 Nm + 250 Nm bei 2250/min–5000/min          |                               |             |
| Mercedes-AMG GLE 63 4MATIC+ | V 167/C 167                   | seit 2020   |
| Hubraum: 3982 cm³, Leistung: 430 kW (585 PS) bei 5500–6500/min, Drehmoment: 800 Nm bei 2500/min–5000/min                              |                               |             |
| Mercedes-AMG GT 63 4MATIC+ | X 290                         | seit 2018   |
| Hubraum: 3982 cm³, Leistung: 430 kW (585 PS) bei 6000/min, Drehmoment: 850 Nm bei 2500/min–3500/min                                   |                               |             |
| Mercedes-AMG G 63 | W 463                         | seit 2018   |
| Hubraum: 3982 cm³, Leistung: 450 kW (612 PS) bei 5750/min–6500/min, Drehmoment: 850 Nm bei 2500/min–4500/min                          |                               |             |
| Mercedes-AMG E 63 S 4MATIC+ | W 213                         | seit 2017   |
| Hubraum: 3982 cm³, Leistung: 450 kW (612 PS) bei 5500/min–6000/min, Drehmoment: 900 Nm bei 2750/min–4500/min                          |                               |             |
| Mercedes-AMG S 63 4MATIC+ | V 222                         | 2017–2020   |
| Mercedes-AMG S 63 Coupe 4MATIC+ | C 217                         | 2017–2020   |
| Hubraum: 3982 cm³, Leistung: 450 kW + 16 kW (612 PS + 22 PS) bei 5750/min-6500/min, Drehmoment: 850 Nm + 250 Nm bei 2250/min–4500/min |                               |             |
| Mercedes-AMG GLS 63 4MATIC+ | X 167                         | seit 2020   |
| Mercedes-AMG GLE 63 S 4MATIC+ | V 167/C 167                   | seit 2020   |
| Hubraum: 3982 cm³, Leistung: 470 kW (639 PS) bei 5500–6500/min, Drehmoment: 900 Nm bei 2500/min–4500/min                              |                               |             |
| Mercedes-AMG GT 63 S 4MATIC+ | X 290                         | seit 2018   |

### M 178 DE 40 AL*
| Verkaufsbezeichnung                                                                                      | Baureihe | Bauzeitraum |
| --- | -------- | ----------- |
| Hubraum: 3982 cm³, Leistung: 340 kW (462 PS) bei 6000/min, Drehmoment: 600 Nm bei 1600/min–5000/min      |          |             |
| Mercedes-AMG GT                                                                                          | C 190    | 2015–2017   |
| Hubraum: 3982 cm³, Leistung: 350 kW (476 PS) bei 6000/min, Drehmoment: 630 Nm bei 1700/min–5000/min      |          |             |
| Mercedes-AMG GT                                                                                          | C 190    | 2017–2020   |
| Hubraum: 3982 cm³, Leistung: 375 kW (510 PS) bei 6250/min, Drehmoment: 650 Nm bei 1750/min–4750/min      |          |             |
| Mercedes-AMG GT S                                                                                        | C 190    | 2015–2017   |
| Hubraum: 3982 cm³, Leistung: 384 kW (522 PS) bei 6250/min, Drehmoment: 670 Nm bei 1800/min–5000/min      |          |             |
| Mercedes-AMG GT S                                                                                        | C 190    | 2017–2020   |
| Hubraum: 3982 cm³, Leistung: 390 kW (530 PS) bei 6250/min, Drehmoment: 670 Nm bei 1800/min–5000/min      |          |             |
| Mercedes-AMG GT                                                                                          | C 190    | 2020–2021   |
| Hubraum: 3982 cm³, Leistung: 410 kW (557 PS) bei 5750–6750/min, Drehmoment: 680 Nm bei 1900/min–5500/min |          |             |
| Mercedes-AMG GT C                                                                                        | C 190    | 2017–2021   |
| Hubraum: 3982 cm³, Leistung: 430 kW (585 PS) bei 6250/min, Drehmoment: 700 Nm bei 1900/min–5500/min      |          |             |
| Mercedes-AMG GT R                                                                                        | C 190    | 2017–2021   |

### M 178 LS2
| Verkaufsbezeichnung                                                                                      | Baureihe | Bauzeitraum |
| --- | -------- | ----------- |
| Hubraum: 3982 cm³, Leistung: 537 kW (730 PS) bei 6.700–6.900/min, Drehmoment: 800 Nm bei 2.000–6.000/min |          |             |
| Mercedes-AMG GT Black Series                                                                             | C 190    | 2020–2022   |

 * Die Motorbezeichnung ist wie folgt verschlüsselt:
M = Motor (Otto), Baureihe = 3-stellig, DE = Direkteinspritzung, Hubraum = Deziliter (gerundet), A = Abgasturbolader, L = Ladeluftkühlung, LS = Leistungssteigerung